# Eurytoma gibsoni
Eurytoma gibsoni är en stekelart som beskrevs av T.C. Narendran 1994. Eurytoma gibsoni ingår i släktet Eurytoma och familjen kragglanssteklar.
Artens utbredningsområde är Nepal. Inga underarter finns listade i Catalogue of Life.